# عقد باطل
العقد الباطل (بالإنجليزية:  Void contract)‏ هو العقد الذي لا يصلح أصلاً بالنظر إلى ذاته أو لا يصح وصفًا أي بالنظر إلى أوصافه الخارجية.
ولا يمكن تنفيذ العقد الباطل بموجب القانون. تختلف العقود الباطلة عن العقود القابلة للإبطال (Voidable contract)؛ وهي العقود التي يمكن إلغاؤها.
ومع ذلك عندما تتم كتابة العقد وتوقيعه، لا توجد آلية تلقائية متاحة في كل حالة يمكن استخدامها للكشف عن صحة هذا العقد أو قابلته لتنفيذ.
عمليًا، يمكن للمحكمة أن تعلن أن العقد باطل لذا فإن السؤال الرئيسي هو: ماهي الشروط لاعتبار العقد باطل؟
الاتفاق الباطل مثل الاتفاق على القيام بعمل غير قانوني. على سبيل المثال، يعتبر العقد بين تاجر المخدرات والمشتري عقدًا باطلاً لان شروط العقد غير قانونية. في مثل هذه الحالة، لا يمكن لأي طرفين (التاجر/المشتري) الذهاب إلى المحكمة لتنفيذ العقد.
العقود الباطلة هي باطلة من البداية، أما العقد القابل للإبطال يمكن أن يكون يمكن أن يكون قابلا للإبطال من قبل طرف واحد أو جميع الأطراف ولا يعتبر لاغيًا منذ البداية، ولكنه يصبح باطلاً لاحقًا بسبب بعض التغيرات.
أيضاً يمكن أن يكون العقد باطلاً بسبب استحالة أدائه. مثال: إذا تم تكوين عقد بين ظريفين أ، ب ولكن أثناء تنفيذ العقد يصبح من المستحيل تحقيق هدف العقد (بسبب إجراء من قبل شخص أو شيء آخر غير الأطراف المتعاقدة) فلا يمكن تنفيذ العقد في المحكمة وبالتالي هو باطل.
يمكن أن يكون العقد الباطل عقدًا /الذي يكون فيه أي من الشروط الأساسية للعقد ساري المفعول غائبا، مثال إذا لم يكن هناك صفة تعاقدية، يمكن اعتبار العقد لاغيًا.

## شروط بطلان العقد
```
قد يكون الاتفاق /العقد باطلاً إذا كان أي مما يلي:
```

1. مصنوعة من قبل جهات غير كفؤة (مثل الأشخاص تحت سن الاهلية).
2. لديه خطأ مادي ثنائي.
3. لديه اعتبار غير قانوني.
4. يتعلق بشيء غير قانوني (مثل المخدرات).
5. ليس لديه اعتبار من جانب واحد (اعتبار: لا يكون العقد صحيحًا وساري المفعول بدون عوض، ويجب أن يكون هذا العرض ذا قيمة تتناسب مع المنفعة التي يجنيها الطرف الآخر في العقد).
6. يمنع الشخص من الزواج أو الزواج مرة أخرى.
7. يقيد التجارة.
8. يقيد الإجراءات القانونية.
9. لديه شروط عدم اليقين المادي.
10. يتضمن رهان، مقامرة.
11. يتوقف على حدوث حدث مستحيل
12. يتطلب أداء الأعمال المستحيلة.